# 이근영 (극작가)
이근영은 대한민국의 드라마 작가이다. 

## 극본

### 드라마
- 2005년 SBS 아침연속극 《사랑도 미움도》(집필)
- 2006년 SBS 금요드라마 《아들 찾아 삼만리》(집필)
- 2011년 SBS 아침연속극 《장미의 전쟁》(집필)
- 2015년 SBS 아침연속극 《어머님은 내 며느리》(집필)
- 2018년 SBS 아침연속극 《나도 엄마야》(집필)
- 2021년 JTBC 《블랙의 신부》(집필)